# Ecorregión de agua dulce Atacama
La ecorregión de agua dulce Atacama (338) es una georregión ecológica acuática continental situada en el centro-oeste de América del Sur. Se la incluye en la ecozona Neotropical.

## Distribución
Se distribuye en el sudoeste de Bolivia, el norte de Chile, y el sur del Perú. Su nombre refiere al desierto de Atacama, el más árido del mundo, sobre el cual discurren los cuerpos de agua correspondientes a esta ecorregión de agua dulce. 
Incluye a los ríos: Camarones, Caplina,  Codpa, Copiapó, Loa, Lluta, y Sama. También cubre numerosos salares y lagos salados, entre los que destacan el de Pintados, el Grande, el de Llamará, el de Miraje, el  de Navidad, y el de Atacama.